# 薄叶新耳草
薄叶新耳草（学名：Neanotis hirsuta）为茜草科新耳草属下的一个种。

## 变种
光萼新耳草（学名：Neanotis hirsuta var. glabricalycina）为茜草科新耳草属下的一个变种。

## 扩展阅读
- 維基物種上的相關：薄叶新耳草